# 나주임씨 절도공파 종중유품
나주임씨 절도공파 종중유품(羅州林氏 節度公派 宗中遺品)은 대한민국 전북특별자치도 순창군에 있는, 나주 임씨 절도공파 종중에서 보관하고 있는 일괄유물이다. 1992년 6월 20일 전라북도의 유형문화재 제141호로 지정되었다.

## 개요
나주 임씨 절도공파 종중에서 보관하고 있는 일괄유물로, 절도공파의 시조가 되는 임진의 4세손인 임용진과 임용진의 당질인 임문수의 것이다.
임용진은 영조 32년(1756)에 태어났으며, 순조 16년(1816)에 문과에 급제하여 전라도사, 이조정랑 등을 역임하였다. 그의 교지, 유품, 문집 등은 그의 6세손인 임순택이 보관하고 있다.
임문수는 순조 2년(1802)에 태어났으며, 헌종 15년(1849)에 문과에 급제하여 이조정랑, 병조참의 등을 역임하였다. 고종 16년(1879)의 상소문은 병조참의로 있을 때 창고에 3년 동안의 비축미가 없는 것을 알고 그 대책을 상소한 것이다. 그의 홍패와 교지 24장 및 유품, 문집 등은 그의 5세손인 임준택이 보관하고 있다.

## 참고 자료
- 나주임씨절도공파종중유품 - 국가유산청 국가유산포털